# Arthur Lange (Parteifunktionär)
Arthur Ernst Heinrich Lange (* 8. Mai 1906 in Dömitz an der Elbe; † 27. Oktober 1972 in Hamburg) war ein deutscher KPD-Funktionär. Er gehörte während der Weimarer Republik dem Nachrichtenapparat der KPD an und überlebte mehrmalige Zuchthaus- und Konzentrationslagerhaft während des Nationalsozialismus.

## Leben
Nach einer absolvierten Lehre arbeitete Lange zunächst als Schlosser. Er schloss sich der KPD an und wurde Parteifunktionär in Berlin. Hier gehörte er dem Nachrichten-Apparat der KPD unter Hans Kippenberger an. Offiziell arbeitete er ab 1925 in der Archenhold-Sternwarte in Berlin-Treptow, wo er für die Materialablage zuständig war. Er leitete eine Gruppe, die Pässe und illegale Druckschriften herstellte und im Keller der Sternwarte versteckte.
Nach der nationalsozialistischen „Machtergreifung“ gehörte Lange zu den Organisatoren der konspirativen Tagung der KPD-Führung am 7. Februar 1933 im Sporthaus Ziegenhals bei Berlin. Die Sternwarte als Langes Arbeitsplatz war hierbei Anlaufpunkt im Rahmen der konspirativen Anreise der Tagungsteilnehmer. Lange wurde als Mitglied des KPD-Nachrichtenapparates am 12. Dezember 1933 verhaftet. Auch das Depot mit Fälschermaterial wurde der Gestapo, wohl von Hermann Dünow, verraten.
1935 wurde Lange gemeinsam mit Dünow und Karl Schuster vor dem Volksgerichtshof der Prozess gemacht. Lange wurde zu zwei Jahren Zuchthaus verurteilt. Im Februar 1937 wurde er erneut festgenommen und in das KZ Sachsenhausen verbracht. Nach seiner Entlassung im April 1939 arbeitete er als Hilfsarbeiter in Berlin-Friedenau. Seine erneute Verhaftung erfolgte am 19. April 1944. Diesmal kam er in das KZ Neuengamme, wo er im April 1945 befreit wurde.
Lange ging nach 1945 nach Hamburg, wo er Mitglied der SPD wurde.